# Entephria obscuriata
Entephria obscuriata là một loài bướm đêm trong họ Geometridae.